# Комунистичка партија Словачке
Комунистичка партија Словачке (слч. Komunistická strana Slovenska) је политичка партија која делује у Словачкој. Основана је 1992. године. Вођа партије је Јозеф Хрдличка.
Комунистичка партија Словачке основана је 29. августа 1992. године у Радничком дому у Банској Бистрици, спајањем Комунистичке партије Словачке — 91 и Комунистичког савеза Словачке. Партија је у Националном већу Словачке досад била заступљена само од 2002. до 2006. године. Након неуспеха на парламентарним изборима 2006, дотадашњи секретар партије, Јозеф Шевц, дао је оставку, а наследио га је Јозеф Хрдличка.
Партија има статус посматрача у Партији европске левице.
Партија има своју омладинску организацију, названу Савез социјалистичке омладине Словачке.

## Изборни резултати
| 1998. | Словачки парламент | 94,015  | 2.79% | 0  |
| 2002. | Словачки парламент | 181,872 | 6.3%  | 11 |
| 2004. | Европски парламент | 31,908  | 4.54% | 0  |
| 2006. | Словачки парламент | 89,418  | 3.88% | 0  |
| 2009. | Европски парламент | 13,643  | 1.65% | 0  |
| 2010. | Словачки парламент | 21,104  | 0.83% | 0  |
| 2012. | Словачки парламент | 18,583  | 0.72% | 0  |
| 2014. | Европски парламент | 8,510   | 1.51% | 0  |

## Лидери партије
- Владимир Дјадо (1992 — 1998)
- Јозеф Шевц (1998 — 2006)
- Владимир Дјадо, в.д. (2006)
- Јозеф Хрдличка (2006 –)